# أبو عوسج
قرية أبي عوسج وهي قرية تتبع مدينة اللطيفية وتقع في محافظة بغداد وسط العراق.